# 한국독립운동지혈사
한국독립운동지혈사(韓國獨立運動之血史)는 한국의 독립운동가, 역사학자 박은식이 1920년에 집필하고, 상하이의 유신사(維新社)에서 간행한 한국의 항일 독립운동에 관한 한문으로 된 역사서이다. 근대적 역사 서술 방식에 의하여 쓰인 한국 최초의 독립운동사 개설서로 《한국통사》와 함께 민족주의사학이 이로부터 본격적으로 정리되기 시작한 하나의 이정표로 평가되고 있다.

## 내용
서문, 상편(25장), 하편(31장), 부록의 네 부분으로 이뤄져 있다. 책에는 1884년부터 1920년까지의 36년간 한국에 대한 일본의 침략과 그에 맞선 저항에 관한 내용을 사진과 함께 상세하게 담고 있다.

## 같이 보기
- 한국통사